# 泛亞鐵路
泛亞鐵路（英語：Trans-Asian Railway, TAR）是由聯合國亞洲及太平洋經濟社會委員會（ESCAP）策劃，打造歐亞大陸鐵路運輸網絡的建築計畫。

## 背景
本計劃始於1950年代，預計建構長14,080公里、貫通新加坡及土耳其伊斯坦堡，並延伸至歐洲及非洲的鐵路。航運、航空業尚未發達時，此計劃具有降低運輸時間和成本的吸引力。但受制於種種政治經濟因素，直到冷戰結束、東西方關係正常化，計劃才有所進展。泛亞鐵路是配合歐亞國家貿易日益成長，增加各國間貨物流動的方法，也改善了寮國、阿富汗、蒙古及中亞等內陸國的經濟與對外交通。
鐵路網絡的大部分已由現存的亚欧大陆桥連接，目前部份重要路段尚未動工，而且各地軌距不一也造成困難。歐亞大陸現行有8種軌距：
- 歐洲大部份國家、西亞以及北非大部份國家、土耳其、伊朗、中国大陆、朝鮮半島以及老撾等亚洲大部分国家主要采用為1435毫米的標準軌；
- 日本、中华民国、印度尼西亞主要采用1067毫米的開普軌距。但高速铁路主要采用的是1435毫米的標準軌；
- 以俄羅斯為首的前苏联加盟共和國地区以及蒙古國主要採用1520毫米苏联轨距；
- 芬兰主要採用1524毫米沙俄轨距；
- 爱尔兰和北愛爾蘭主要採用1600毫米愛爾蘭軌距；
- 西班牙和葡萄牙主要采用1668毫米的伊比利亞軌距；
- 印度、巴基斯坦、孟加拉和斯里蘭卡多數採用1676毫米印度軌距；
- 东南亚国家則多採用1000毫米米轨。
- 另外一部分國家的國鐵路線非常短以至可以被視為沒有鐵路，包括大部份國鐵路線都停駛的菲律賓、只有邊界幾公里鐵路的阿富汗等等。

大多數國家將保有原路軌而不另建新軌，故必須興建轉軌的機械設備。
另一個很大的障礙是需要連接韓國與日本的海上運輸。集裝箱船雖然比鐵路有更多的空間，但船隻的定期運輸必定比火車少，造成延遲。
直至2001年，共有四條規劃中的通道：
北部通道
- 連接歐洲和太平洋，途經德國、波蘭、白俄羅斯、俄羅斯、哈薩克、蒙古、中國至朝鮮半島。并预留了未来列车通过船只运输前往日本的可能。在波白邊界（由標準軌至1520毫米宽軌）、中哈邊界及中蒙邊界（由1520毫米宽軌至標準軌）換軌。此線與現有目前將貨物由遠東經莫斯科運送到歐洲的西伯利亞鐵路多數重疊，中歐班列也採用此路線運行。南韓貨物因北韓的政治因素須經海路運至海參崴上火車。

南部通道
- 連接歐洲和東南亞，途經土耳其、伊朗、巴基斯坦、印度、孟加拉、緬甸、泰國、越南，然後连入东南亚线（见下）。在伊巴邊界（由標準軌距至1676毫米宽軌）、印緬邊界（由1676毫米宽軌至1000毫米窄軌）和中越邊界（由1000毫米窄軌至標準軌）換軌。但中国大陆境内的部分铁路（昆明铁路局管内，主要集中在云南省）亦有1000毫米窄轨存在，故换轨车间也可设于中国境内。如从越南出发火车前往中国大陆，可以通过越南境内的老街站无缝对接昆河铁路。因为他们的轨距都是米轨。但如果列车要继续前往中国大陆其他城市，则需要在中国大陆境内的王家营站进行换轨操作，然后才能继续前往中国大陆的其他城市。

東南亞的網絡
- 连接中国昆明与东南亚的铁路；从昆明至泰国曼谷主要分三条不同的线路：东线（经越南、柬埔寨）、中线（经老挝）和西线（经缅甸）。从泰国曼谷至马来西亚和新加坡则沿既有1000毫米窄轨线。

南北通道
- 連接北歐與波斯灣。主線始於芬蘭赫爾辛基，穿越俄羅斯國土至裡海，然後分成三條支線：西線經阿塞拜疆、亞美尼亞入伊朗西部；中線以火車輪渡經裡海進入伊朗；東線經哈薩克、烏茲別克和土庫曼入伊朗東部。三線在伊朗首都德黑蘭會合，最後抵達伊朗港口阿巴斯港。

## 協議
泛亞鐵路協議已於2006年11月10月簽署，由聯合國亞洲及太平洋經濟社會委員會中的17個亞洲國家努力建設一個貫歐亞的越洲鐵路網絡。計劃有時被稱為“鋼鐵絲綢之路”，由於與歷史上絲綢之路的貿易航線位置接近。此協議於2009年6月11日正式生效。

### 網絡
泛亞鐵路網絡將包括四條主要的鐵路路線。包括現有的跨西伯利亞鐵路，連接莫斯科至海參崴，將用於網絡上俄羅斯路線的一部分。另一路線將連接中國、韓國、蒙古、俄羅斯、哈薩克斯坦。2003年，哈薩克斯坦總統提出的建立一條標準軌鐵路連接哈薩克斯坦多斯特克（接近中國邊境）至伊朗戈爾甘，但它尚未建成。

### 標準
除了各地軌距不同的問題之外，尚有其他須考慮的標準：
- 電氣化鐵路-25千伏交流電是1950年代起新的長途和重型電氣化鐵路世界標準
- 铁路连接器-緩衝器及鏈、Alliance或是SA2。可以採取轉換鉸鏈接駁。
- 制動器 - 需要一套可以兼容电动和非电动的气动制动系统。
- 裝載限界（英语：Loading gauge）及铁路建筑限界（英语：structure gauge） - 確保最高效率的集裝箱裝載。
- 信號系統（英语：Railway signalling） - 当信号系统以电子信号出现，必须使用机车上的设备读取，否则在那里的列车需要用基本设施进行通讯。
- 電磁干擾 - 来自电动机车马达的电磁波可能干扰部分信号系统。
- 行车规则之间有差异。
- 語言，包括海事用语。

## 進展
泛亞鐵路計劃目前尚未成功，只有少量鐵路在這40年内建成。已建成的路段包括：
- 連接 土耳其至 伊朗（儘管是通過凡湖的火車渡輪）
  - （參見土耳其國家鐵路公司及伊朗伊斯蘭共和國鐵路擬議的凡湖濱鐵路連接）
- 連接 中國至 （土西鐵路及蘭新鐵路，於1990年）
  - 哈薩克斯坦在2004年曾規劃在境內建設一條準軌鐵路連接中國和伊朗，後在俄羅斯壓力下取消。
- 連接 伊朗至中亞（中亞鐵路及其支線）
- 土耳其 ：馬爾馬雷隧道，已於2008年動工，以連接歐洲與亞洲的土耳其，並於2013年10月完工通車。
- 伊朗及 巴基斯坦 2009年8月 - 巴姆開始成功連接扎黑丹，但需轉軌。（巴基斯坦採用1676毫米闊軌；伊朗使用1435毫米標準軌）。

巴基斯坦首都伊斯蘭堡、印度首都德里及孟加拉首都達卡成功互相連接他們的鐵路網絡，整個印度次大陸鐵路網絡使用寬軌。
從技術上可能引入鐵路服務由伊斯坦布爾（土耳其）到達卡（孟加拉），但須在巴伊邊境的扎黑丹轉軌。
在歐盟的支持下的波羅的海鐵路計畫將波羅的海三國境內的鐵路改為標準軌距。此計畫已於2015年動工。

## 参閱
- 泛亞鐵路 (東南亞)
- 西伯利亞鐵路
- 泛亞公路
- 軌距
- 新亞歐大陸橋
- 中缅铁路
- 中泰铁路
- 中巴铁路

## 外部連結
- 泛亞鐵路介紹